# 비악상어
비악상어(학명: Lamna nasus)는 악상어목 악상어과에 속하는 상어의 일종이다. 대서양과 남반구의 한랭 해역에 서식한다. 북태평양에 분포하는 악상어속의 악상어(L. ditropis)와 아주 유사하지만 분포 지역은 다르다. 몸길이는 300cm이고 다 자란 경우도 6m까지 넘을 수 있다. 식란형(食卵型)으로 불리는 난태생이다. 사람을 덮치는 위험성이 있다.